# Vocaldente
vocaldente (Eigenschreibung) sind ein internationales A-cappella-Quintett aus Hannover.

## Geschichte
2004 wurde Vocaldente von fünf Männern aus den Reihen des Knabenchor Hannover und Studenten der Hochschule für Musik und Theater Hannover gegründet.
Vocaldente singen in der Regel akustisch, also ohne technische Hilfsmittel. Ihr Repertoire umfasst Unterhaltungsmusik der vergangenen 100 Jahre und besteht ausschließlich aus eigenen Arrangements. Konzertreisen führten das Ensemble in zahlreiche Länder Europas, Asiens und mehrfach in die USA.
Vocaldente sind Preisträger bei den bekanntesten A-cappella-Wettbewerben im In- und Ausland, so gewann die Gruppe den 1. Preis beim Tampereen Sävel 2007 in Tampere (Finnland), den 1. Preis bei der Taiwan International Contemporary A Cappella Competition 2008 in Taipeh (Taiwan) und den 1. Preis beim Harmony Sweepstakes A Cappella Festival 2008 in San Francisco (USA) und sind damit die erste nicht-englischsprachige Gruppe, die diesen Titel errungen hat, und erst die zweite nicht-amerikanische überhaupt. Darüber hinaus waren Vocaldente 2007 beim Jugend kulturell Förderpreis der HypoVereinsbank in Deutschland sowie bei der Internationalen A Cappella Competition vokal.total in Graz (Österreich) erfolgreich und erhielten überall den Publikumspreis als beste Gruppe. In Taiwan wurden sie beim größten internationalen Vokal-Wettbewerb Asiens mit dem Sonderpreis für die beste Choreografie und Bühnenpräsenz ausgezeichnet. 2011 gewannen sie den Nachwuchsförderpreis der Hanns-Seidel-Stiftung anlässlich des Festivals Songs an einem Sommerabend.
Am 20. Juni 2009 feierte Vocaldente in der Balver Höhle im Sauerland (dort wo schon das MTV-Unplugged-Konzert der Fantastischen Vier entstanden ist) ihr 5-jähriges Bestehen mit einem Konzert, das auf DVD aufgezeichnet wurde.
Nach den Alben Let’s Misbehave von 2006, Gold ’n’ Delicious von 2009 und Life Is a Highway von 2015 ist 2020 ihr Album In the Air erschienen.

## Repertoire
Das Repertoire des Ensembles umfasst Unterhaltungsmusik aus den vergangenen 100 Jahren und reicht vom Maple Leaf Rag von 1904, Evergreens aus den Goldenen Zwanzigern und Schlagern aus der Ufa-Zeit (wie Kannst du pfeifen, Johanna? oder Wenn der weiße Flieder wieder blüht), über Swing und Rock ’n’ Roll (wie Everybody Loves Somebody oder The Wanderer), Klassiker von ABBA (Mamma Mia), Queen (Don’t Stop Me Now) und Toto (Rosanna), Country-Songs (wie John Denvers Thank God I’m a Country Boy und Does Your Chewing Gum Lose Its Flavor (On the Bedpost Overnight)), Hits der Achtziger (wie Faith, Footloose oder Maniac) und Neunziger (wie einem „Boygroup-Medley“, dem 3-Tage-Bart von den Ärzten oder Sie sieht mich nicht von Xavier Naidoo) bis hin zu neueren Chart-Erfolgen (wie A Thousand Miles und Crawling von Linkin Park oder When You Say Nothing at All) und Eigenkompositionen (wie dem Sommersong und der Bettgeschichte).

## Workshops
Vocaldente haben sich in den vergangenen Jahren zunehmend der pädagogischen Arbeit mit Kindern und Jugendlichen bis hin zu Erwachsenen, alleine oder gruppiert in Ensembles, Klassen und Chören verschrieben. Mit Absolventen der Hochschule für Musik, Theater und Medien Hannover, der Hochschule für Musik und Tanz Köln, sowie der Universität Hildesheim in den Studiengängen gymnasiales Lehramt für Musik, Kultur- sowie Gesangspädagogik in den eigenen Reihen, konnten vocaldente Erfahrungen bei Workshops mit Musikbegeisterten sammeln.
Vocaldente erarbeitete in den letzten Jahren Konzeptionen für Workshops zu verschiedensten Themenbereichen wie Stimme, Stimmklang, Phrasierung, Atemtechnik, Ensemble- und Chorsingen, Rhythmus und Stimme, Instrumentenimitationen, Mouthpercussion, Intonation, Blending, Groove, Staging/Verhalten auf der Bühne, Präsentation, Mikrofonierung, Marketing. Die Schwerpunkte der stark praxisorientierten Kurse lagen dabei je nach Workshop-Gruppe auf grundständigen Zielsetzungen, wie dem Entdecken der eigenen Stimme als Instrument, dem gemeinschaftlichen Musizieren in einer Gruppe, bis hin zu komplexen Lerninhalten wie additivem Pattern, Gruppenklang, auftrittsreifer Bühnenperformance.

## Preise
- 1. Preis beim Tampereen Sävel 2007 in Tampere (Finnland)
- 1. Preis beim Harmony Sweepstakes A Cappella Festival 2008 in San Francisco (USA)
- 1. Preis bei der Taiwan International Contemporary A Cappella Competition 2008 in Taipeh (Taiwan)
- 2. Preis beim Jugend Kulturell Förderpreis 2007 der HypoVereinsbank
- 2. Preis bei der Internationalen A Cappella Competition vokal.total 2007 in Graz (Österreich)

## Diskografie
- 2006: Let’s Misbehave
- 2007: … dann ist Sommer (Single)
- 2009: Gold ’n’ Delicious
- 2009: Live in Concert (Live-DVD)
- 2015: Life Is a Highway
- 2020: In the Air